# Diascopia
La diascopia es una prueba de palidez ejecutada aplicando presión con un dedo con un a lámina de vidrio y observando los cambios de color.
Se emplea para determinar si una lesión es vascular (inflamatoria o congénita), no vascular (nevus) o hemorrágica (síndrome purpúrico). Las lesiones hemorrágicas y las no vasculares no palidecen (diascopia negativa); las lesiones inflamatorias sí (diascopia positiva). La diascopia se usa a veces para identificar las lesiones cutáneas asociadas a la sarcoidosis, que al ser examinadas presentan un color de gelatina de manzana.